# Amati
Los Amati (/əˈmɑːti/, italiano: pronunciación en italiano: /aˈmaːti/ ) fueron una familia de fabricantes de violines italiana originaria de Cremona (al igual que otras familias fabricantes de violines, como los Stradivari o los Guarneri), que estuvo vigente entre los siglos XVI y XVII. Hoy, los violines creados por Nicolò Amati están valorados en alrededor de $600,000 dólares.

## Familiares

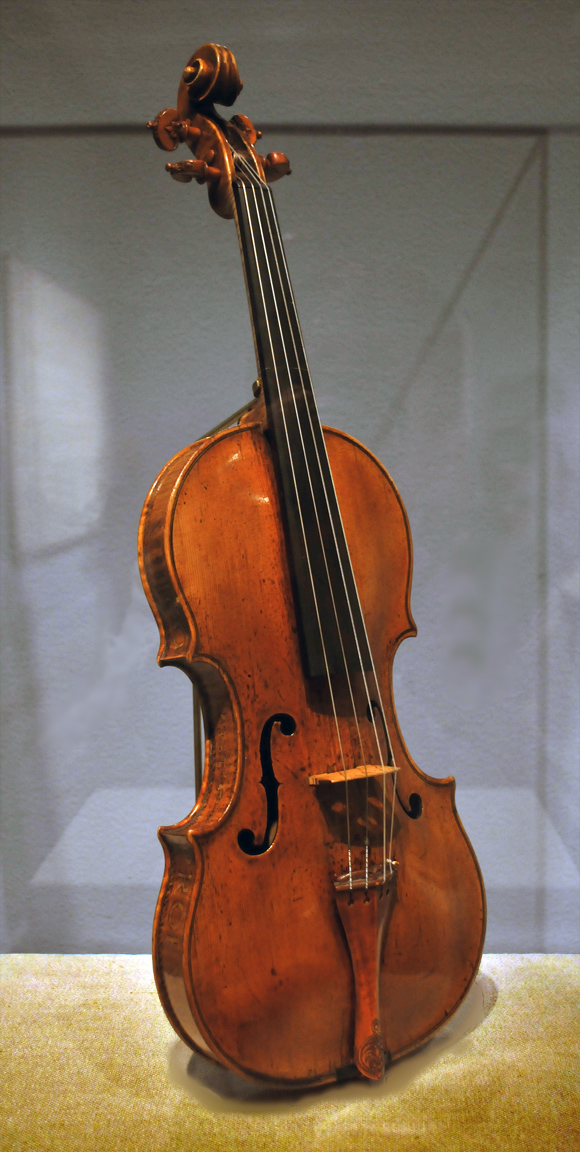
Este violín, ahora en el Museo Metropolitano de Arte, puede haber sido parte de un conjunto hecho para el matrimonio de Felipe II de España a Elisabeta de Valois en 1559, el cual lo convertiría en uno de los violines conocidos más tempranos en existencia.

### Andrea Amati
Andrea Amati (c. 1505- 20 de diciembre de 1577) diseñó y creó el violín, viola y violonchelo conocida como la "familia de violín".  estandarizó la forma básica, tamaño, medida, materiales y los métodos de construcción. Andrea Amati en Cremona, Italia, dio a la familia del violín su forma definitiva y moderna.
El primer violín fue ordenado por los Medici en 1555. La carta dedicada para Amati decía que el instrumento debía estar "hecho de materiales de la más alta calidad, pero fácil de tocar". No es sabido con qué materiales fue construido el violín. Varios de sus instrumentos sobrevivieron durante algún tiempo, datando entre 1538 (Amati hizo el primer violonchelo llamado "El Rey" en 1538) y 1574. El mayor número de instrumentos construidos fueron 1560, un conjunto para una orquesta completa de 38 ordenados por Catherine de Médicis, la reina regente de Francia y con decoraciones reales francesas pintadas a mano en oro, incluido el lema y el escudo de armas de su hijo Carlos IX de Francia. De estos 38 instrumentos ordenados, Amati creó violines de dos tamaños, violas de dos tamaños y violonchelos de gran tamaño. Estuvieron en uso hasta la revolución francesa de 1789, y solo 14 de estos instrumentos sobrevivieron. Su trabajo está marcado por la selección de los mejores materiales, gran elegancia en la ejecución, ámbar suave y claro, barniz translúcido suave y un uso profundo de los principios acústicos y geométricos en el diseño.

### Antonio y Girolamo Amati
Andrea Amati fue sucedido por sus hijos Antonio Amati (c. 1537-1607) y Girolamo Amati (c. 1551-1630). Los hermanos Amati", como se les conocía, implementaron innovaciones de gran alcance en el diseño, incluyendo la perfección de la forma de los agujeros en forma de "f". También se cree que han sido pioneros en el formato alto moderno de la viola, en contraste con las violas tenor más antiguas, pero la creencia generalizada de que fueron los primeros en hacerlo es incorrecta dado que Gasparo da Salò hizo violas que iban desde altos de 39 cm hasta tenores de 44,7 cm.

### Nicolás Amati
Nicolás Amati (3 de diciembre de 1596 - 12 de abril de 1684) era hijo de Girolamo Amati. Era el más eminente de la familia. Mejoró el modelo adoptado por el resto de los Amatis y produjo instrumentos capaces de producir un mayor poder de tono. Su patrón era inusualmente pequeño, pero también hizo un modelo más amplio conocido ahora como el "Grand Amati", que se han convertido en sus violines más solicitados.
De sus alumnos, los más famosos eran Antonio Stradivari y Andrea Guarneri, el primero de la familia Guarneri de constructores de violines. (Hay mucha controversia con respecto al aprendizaje de Antonio Stradivari. Mientras que la etiqueta del primer violín conocido de Stradivari dice que fue alumno de Amati, la validez de su declaración es cuestionada.)

### Girolamo Amati (Jerónimo II)
El último creador de la familia fue el hijo de Nicolás, Girolamo Amati, conocido como Jerónimo II (26 de febrero de 1649 - 21 de febrero de 1740). Mejoró el arqueo de los instrumentos de su padre.

## Instrumentos Amati en existencia

### Reino Unido
Los instrumentos en el Reino Unido incluyen violines de Andrea Amati, entregados a Carlos IX de Francia en 1564.

- Instrumentos Amati en el Museo Ashmolean, Oxford.
- Andrea Amati 
  - Violín, 1564 (ex colección real francesa) Archivado el 4 de noviembre de 2019 en Wayback Machine.
  - Viola
- Instrumentos Amati en la Royal Academy of Music Museum, Londres
- Instrumento Amati en el Museo y Galería de Arte Tullie House, Carlisle
- Andrea Amati 
  - Violín, 1564 (ex colección real francesa) Archivado el 26 de abril de 2016 en Wayback Machine.

## En la cultura popular
- El capitán británico de ficción de Patrick O'Brian, Jack Aubrey, es descrito como el dueño de un "violín muy por encima de su posición, nada menos que un Amati".
- En el cuento Bosepukure Khoonkharapi de Satyajit Ray, el detective de ficción Feluda deduce que un personaje fue asesinado porque tenía un violín Amati.
- En la serie de manga y anime Gunslinger Girl, Henrietta lleva un estuche de violín Amati. Contiene un P90 cuando está en una misión, de lo contrario, contiene un violín real.
- En el programa de radio, Yours Truly, Johnny Dollar, el episodio de enero de 1956 "The Ricardo Amerigo Matter" se centró en un violín Amati robado.
- En la novela Donde las lágrimas están prohibidas de Alice M. Ekertz-Rothholz, al pequeño Halvard, hijo de Viví a, le explican que un Amati es "un instrumento de primera categoría".